# Swobodny przepływ kapitału
Swobodny przepływ kapitału – określona w 56 artykule Traktatu ustanawiającego Wspólnotę Europejską (TWE), oraz art. 26 pkt. 2 i 63 Wersji skonsolidowanej Traktatu o funkcjonowaniu UE, jedna z czterech swobód wspólnego rynku w Unii Europejskiej. Swoboda ta przejawia się w zakazie stosowania ograniczeń w stosunku do przepływu kapitału pomiędzy państwami członkowskimi UE, a także pomiędzy Państwami członkowskimi UE a państwami trzecimi. 
Poprzez „przepływ kapitału” rozumie się płatności i transgraniczne transfery pieniędzy, inne transakcje umożliwiające transfer własności aktywów i zobowiązań, systemy płatnicze. 
Swoboda przepływu kapitału oznacza swobodę przenoszenia wartości majątkowych do innego państwa członkowskiego, a jej celem jest umożliwienie realizacji, za pomocą różnego rodzaju instrumentów finansowych, samoistnej komercyjnej inwestycji w innym państwie członkowskim i ewentualne korzystanie z jej efektów. Najczęściej uważa się, iż swoboda w tym zakresie powinna umożliwiać m.in.: inwestycje bezpośrednie, zakup i sprzedaż nieruchomości w innych państwach członkowskich, zakup i sprzedaż papierów wartościowych oraz transakcje z ich udziałem, zaciąganie pożyczek, udzielanie kredytów, poręczeń i gwarancji oraz przepływy kapitału o charakterze osobistym. Warto przy tym zwrócić uwagę, iż w odróżnieniu od pozostałych swobód, art. 56 zapewnia swobodę przepływu płatności i kapitału również między państwami członkowskimi a państwami trzecimi. 
Pozostałe trzy swobody to swobodny przepływ towarów, swobodny przepływ osób i swoboda świadczenia usług.